# Гусакове
Гусако́ве — село в Україні, у Звенигородському районі Черкаської області, центр сільської ради. Розташоване за 15 км від районного центру — міста Звенигородка.
Найближча станція роз'їзд Гусакове. Повз село проходить також автошлях Черкаси — Умань. Населення — 538 осіб, дворів — 283 (2009).

## Географія
Селом тече Балка Горнівка.

## Історія
Село засноване приблизно у 1691 році кошовим отаманом Війська Запорозького Низового Іваном Петровичем Гусаком .
Ще до XIX століття село називалося Гусаків хутір. У ньому жили здебільше козацькі родини. Вони не відробляли у графа Потоцького панщини в полі, а чумакували і возили своє і панське збіжжя в Одесу та Крим. Найбагатшими чумацькими родинами вважалися Смоктії, Іванченки і Табашнюк. В обозах російської армії вони брали участь з волами та чумацькими мажами в російсько-турецькій війні 1878 року на Балканах.
У архівах з 1812 року збереглися назви з Гусакового: Заграничний шпиль (де живе Дуридівка), Гуглів ставок (Мельників), Гусаків ліс (Лазорівщина). Село оточували старезні ліси, які пізніше попалила цукроварня. Біля діброви стояла вежа для козацької сторожі, у Клинівці — гайдамацька землянка. На цвинтарі була каплиця, а в 1786 році побудували дерев'яну церкву Різдва Богородиці . Тому в цей день свято села.

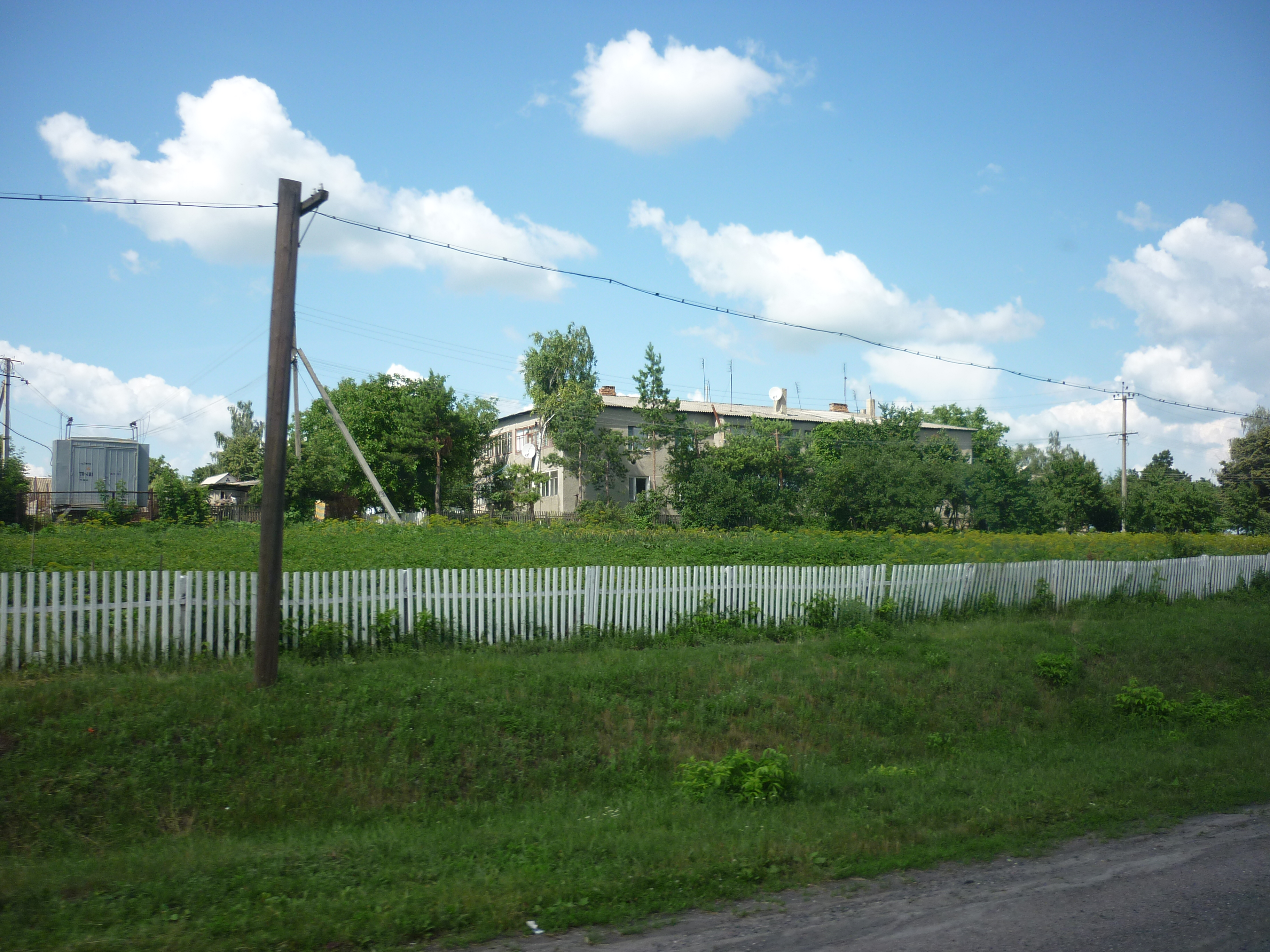
Новобудови в селі

У 1864 році хутір Гусакове мав 1 272 жителі, економію і ковбаню (ставок). А в 1900 році, коли вже було селом, — 2 272 жителі та 382 двори.
Під час перевороту 1917 року заможний хлібороб Никодим Смоктій організував перший в Україні загін Вільних Козаків.
Гусакове славилося «Просвітою», керівником якого був Павло Русалівський, ще з 1917 року: хором і драмгуртком, що діяв до 1941 року.
Село постраждало внаслідок геноциду українського народу, проведеного окупаційним урядом СРСР 1923—1933 та 1946–1947 роках.
У 1932—1933 роках мученицькою смертю померли від організованого голодомору 298 жителів села. У 1937—1938 роках із Гусакового репресовано та розстріляно 18 осіб.
315 жителів села воювали на фронтах радянсько-німецької війни, 202 з них нагороджені орденами й медалями, 158 загинули. Воїнам, що загинули у війні встановлено два пам'ятники
Станом на початок 70-х років XX століття в селі розміщувалась центральна садиба колгоспу «Пам'ять Шевченка», за яким було закріплено 2,2 тисяч га сільськогосподарських угідь, у тому числі 1,9 тисячі га орної землі. Виробничим напрямком господарства було рільництво і тваринництво. Допоміжні галузі — бджільництво і рибництво. З допоміжних підприємств працювали млин, пилорама, виноробний цех .
Також на той час працювали восьмирічна школа, будинок культури, дві бібліотеки з фондом 11 тисяч книг, фельдшерсько-акушерський пункт, пологовий будинок.

## Населення

### Мова
Розподіл населення за рідною мовою за даними перепису 2001 року:
| Мова            | Кількість | Відсоток |
| --------------- | --------- | -------- |
| українська      | 644       | 97.43%   |
| російська       | 14        | 2.12%    |
| білоруська      | 2         | 0.30%    |
| інші/не вказали | 1         | 0.15%    |
| Усього          | 661       | 100%     |

## Сучасність

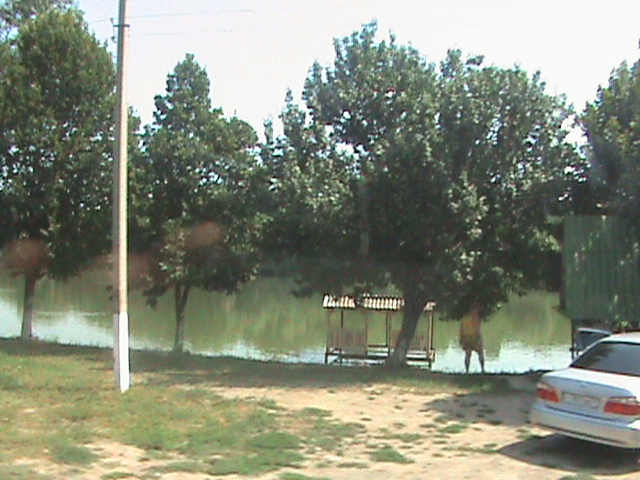
Став у Гусаковому

На території ради функціонують підприємства: ПП «Південь-Плюс», СТОВ «Гусакове», 6 фермерських господарств, 33 одноосібних селянських господарств, два діючих продуктових магазини, один промисловий, пошта, дитячий садок «Дзвіночок», загальноосвітня школа І-ІІ ступенів, фельдшерсько-акушерський пункт.

## Пам'ятки природи
- Гусаківський заказник — ентомологічний заказник місцевого значення.
- Мельників заказник — гідрологічний заказник місцевого значення.

## Відомі люди
У селі народилися:
- Галина Гнатюк (1927—2016) — український мовознавець, доктор філологічних наук
- Андрій Смоктій (* 1862) — народознавець, автор книг та статей з історії України;
- Бабінський Григорій — художник і науковець
- Михайло Іванченко (1923—2015) — письменник, художник, краєзнавець, автор роману-хроніки «Дума про вільних козаків»
- Валентина Чорновіл (нар. 1947) — філолог, редактор зібрання творів у 10  томах Вячеслава Чорновола (1937—1999), Кавалер ордена княгині Ольги III ступеня (2007)
- Леонід Дмитренко (псевдонім — Олекса Негребецький) (нар. 1955) — перекладач

Вчителювали в Гусаковому Келень Терещенко — автор перших пам'ятників Тарасу Шевченку в Україні та Василь Іщенко — скульптор.
Вчився в селі Андрій Лихолай з Розсохуватки, професор, доктор історичних наук.